# Jiagedaqi Qu Airport
Jiagedaqi  Qu Airport är en flygplats i Kina. Den ligger i den autonoma regionen Inre Mongoliet, i den norra delen av landet, omkring 1 400 kilometer nordost om regionhuvudstaden Hohhot.
Runt Jiagedaqi  Qu Airport är det mycket glesbefolkat, med 4 invånare per kvadratkilometer. Närmaste större samhälle är Jiagedaqi, 4,3 km norr om Jiagedaqi  Qu Airport. Trakten runt Jiagedaqi  Qu Airport består till största delen av jordbruksmark.